# Friedrichshof (Bismark)
Friedrichshof gehört zur Ortschaft Hohenwulsch und ist ein Ortsteil der Stadt Bismark (Altmark) im Landkreis Stendal in Sachsen-Anhalt.

## Geographie
Friedrichshof, eine kleine Siedlung, liegt sechs Kilometer nordöstlich der Stadt Bismark (Altmark). Im Norden liegt ein Teich. Die Häuser Friedrichshof 20 bis 28, der nordöstliche Teil der Siedlung, gehören zum Wohnplatz Schmoor, der heute mit Friedrichshof zusammengewachsen ist.
Zwischen Friedrichshof und Grassau befindet sich der Vinschauer Kolk ein kleiner versteckter Waldteich, als angebliches Überbleibsel des versunkenen Dorfes Vinschau.
Nachbarorte sind Friedrichsfleiß und Beesewege im Südwesten, Dobberkau im Nordwesten, Schorstedt im Norden und Grassau im Osten.

## Geschichte

### Ersterwähnung
Das Vorwerk Friedrichshof wurde erstmals 1804 genannt. Es war in Besitz der Familie von Levetzow.

### Teich
Renate Pieper berichtete: „Im Teich wurde bis in die 1950er Jahre gemeinsam mit Gänsen, Enten und Fischen gebadet. Im Winter war er für die Jugend der umliegenden Dörfer ein Schlittschuhparadies.“ Der Teich hat keine Quelle, er wird von umliegenden Gräben gespeist und ist heute fast zugewachsen. Er wurde 1930 letztmals entschlammt.

### Wüstung Vinzkow
Einen Kilometer östlich vom früheren Gut Friedrichshof liegt eine Wüstung, die Vinzkow, Vinschau, Vinschow, Winschau oder Finschkow, Finschaf heißt.
Auf seiner Wüstungskarte hat Wilhelm Zahn die Wüstung Vinzkow mit der Kirchenruine nordöstlich von Friedrichshof eingezeichnet.

### Eingemeindungen
Ursprünglich gehörte das Vorwerk Friedrichshof zum Rittergut Hohenwulsch (dem späteren Gutsbezirk Hohenwulsch) im Stendalischen Kreis der Mark Brandenburg in der Altmark. Zwischen 1807 und 1813 lag es im Landkanton Stendal im Distrikt Stendal auf dem Territorium des napoleonischen Königreichs Westphalen. Ab 1816 gehörte das Rittergut zum Landkreis Stendal.
Am 30. September 1928 kam das Vorwerk als eigener Ortsteil zur Landgemeinde Hohenwulsch, als der Gutsbezirk Hohenwulsch mit den Landgemeinden Hohenwulsch und Friedrichsfleiß zur Landgemeinde Hohenwulsch zusammengelegt wurden.
Seit der Eingemeindung von Hohenwulsch in die Stadt Bismark (Altmark) am 1. Januar 2010 gehört der Ortsteil Friedrichshof zur neu gebildeten Ortschaft Hohenwulsch und zur Stadt Bismark (Altmark). Im Verzeichnis „Gemeinden und Gemeindeteile“ vom Statistischen Landesamt Sachsen-Anhalt wird der Ortsteil Friedrichshof (Schmoor) genannt, genauso wie auf den Ortsschild am Ortseingang.

### Einwohnerentwicklung
| Jahr | Einwohner |
| ---- | --------- |
| 1818 | 05        |
| 1840 | 13        |
| 1871 | 12        |
| 1885 | 16        |
| 1895 | 16        |
| 1905 | 62        |

| Jahr | Einwohner |
| ---- | --------- |
| 2010 | [00]38    |
| 2018 | [00]34    |
| 2020 | [00]34    |
| 2021 | [00]34    |
| 2022 | [0]35     |
| 2023 | [0]34     |

Quelle, wenn nicht angegeben, bis 1905:

## Religion
Die evangelischen Christen aus Friedrichshof, eingepfarrt in die Kirchengemeinde Hohenwulsch, die früher zur Pfarrei Garlipp gehörte, werden heute betreut vom Pfarrbereich Garlipp im Kirchenkreis Stendal im Bischofssprengel Magdeburg der Evangelischen Kirche in Mitteldeutschland.